# Canal Hollywood
Canal Hollywood (oft abgekürzt HWD) ist ein spanisch-portugiesischer Fernsehsender.
Er wurde 1995 als einer der ersten Kabelkanäle der Iberischen Halbinsel gegründet. Er befindet sich im Besitz von AMC Networks International Iberia und wird in die Kabelnetze in Spanien und Portugal eingespeist.
Das Programm besteht aus Spielfilmen überwiegend aus US-amerikanischer Produktion. Am 1. Mai 2011 wurde ein eigener HD-Kanal gestartet.